# Günter Sieben
Günter Sieben (* 5. Februar 1933 in Mainz; † 24. August 2018 in Köln) war ein deutscher Ökonom und Hochschullehrer. Er war Professor für Betriebswirtschaftslehre (BWL) am Seminar für Allgemeine Betriebswirtschaftslehre (ABWL) und Wirtschaftsprüfung der Wirtschafts- und Sozialwissenschaftlichen Fakultät der Universität zu Köln.

## Leben
Günter Sieben studierte Volkswirtschaftslehre (VWL) und promovierte 1961 an der Rechts- und Wirtschaftswissenschaftlichen Fakultät der Johannes Gutenberg-Universität Mainz. Der Titel seiner Dissertation lautete Der Substanzwert. Ein Beitrag zur Lehre der Bewertung der Unternehmung. Ab 1962 fand er eine Anstellung am Seminar für Öffentliche Betriebe und anschließend am Seminar für Wirtschaftsprüfung. Er habilitierte sich im Fach Betriebswirtschaftslehre an der Wirtschafts- und Sozialwissenschaftlichen Fakultät der Universität zu Köln.
Ab dem Sommersemester 1970 fungierte Sieben als Direktor des Seminars für Allgemeine Betriebswirtschaftslehre und Wirtschaftsprüfung an der Universität zu Köln, das vormalige Schmalenbach'sche Treuhandseminar. Er war ab 1991 zusammen mit Karl-Heinrich Hansmeyer Direktor des neu gegründeten Instituts für Rundfunkökonomie an der Universität zu Köln. Seit 1995 war er Mitglied des geschäftsführenden Vorstands der Gesellschaft zur Förderung der Gesundheitsökonomik in Köln, die Träger des 1995 gegründeten Instituts für Gesundheitsökonomie, Medizin und Gesellschaft an der Universität zu Köln ist.
Sieben war Autor und Co-Autor zahlreicher Veröffentlichungen zu betriebswirtschaftlichen Fragestellungen, so veröffentlichte er unter anderem eine Monografie über Eugen Schmalenbach. Zudem war er Mitherausgeber diverser Fachzeitschriften, insbesondere der Betriebswirtschaftlichen Forschung und Praxis (BFuP). Des Weiteren war er Austauschbeauftragter der Wirtschafts- und Sozialwissenschaftlichen Fakultät der Universität zu Köln für das Programm für Internationales Management (PIM). Außerdem war er Mitbegründer und ab 1989 Vizepräsident der Community of European Management Schools (CEMS). Sieben war vom 1. Januar 2009 bis 31. Dezember 2013 Mitglied des Beirats der Schmalenbach-Gesellschaft für Betriebswirtschaft e.V. (SG).
Im Jahr 1998 gaben Manfred Jürgen Matschke und Thomas Schildbach anlässlich Siebens 65. Geburtstag die Festschrift Unternehmensberatung und Wirtschaftsprüfung heraus. Matschke veröffentlichte ferner 2013 den Beitrag Referenzmodelle zur Bestimmung der angemessenen Abfindung von Minderheitskapitalgesellschaftern – Günter Sieben zum 80. Geburtstag im Festheft 1/2013 der Betriebswirtschaftlichen Forschung und Praxis zu Siebens 80. Geburtstag.
Günter Sieben erhielt am 17. Februar 1992 im Wissenschaftszentrum Bonn für das Jahr 1991 den Preis Herausragende Leistungen in der internationalen Hochschulzusammenarbeit des Bundesministers für Bildung und Forschung (BMBF) für die Entwicklung des Programms für Internationales Management und der Community of European Management Schools (CEMS) verliehen. Ab dem 15. Oktober 2003 war er Träger der Universitätsmedaille der Universität zu Köln.

## Forschungsschwerpunkte
Siebens Lehr- und Forschungsschwerpunkte umfassten das Revisions- und Treuhandwesen, das Rechnungswesen, die Unternehmensbewertung (insbesondere den Shareholder Value), Fragen der internen Unternehmenssteuerung, die Gesundheitsökonomie, Probleme der betrieblichen Altersversorgung sowie die Rundfunkökonomie. Ferner arbeitete er in Forschung und Lehre mit Honorarprofessoren bzw. Lehrbeauftragten zusammen, wie etwa A. Dicken, Wirtschaftsprüfer (WP) Hans Havermann, Steuerberater (StB) und WP W. Klein, WP J. Lanfermann, K. Neukirchen, WP G. Minz, N. Seidel, G. Vogelsang und G. Zepf.

## Praktische Erfahrungen
Günter Sieben war Mitglied des Aufsichtsrates der KPMG AG Wirtschaftsprüfungsgesellschaft.

## Auszeichnungen
- 17. Februar 1992: Preisträger Herausragende Leistungen in der internationalen Hochschulzusammenarbeit des Bundesministers für Bildung und Forschung (BMBF)[7]
- 15. Oktober 2003: Träger der Universitätsmedaille der Universität zu Köln[8]

## Schriften (Auswahl)
- Der Substanzwert der Unternehmung (= Betriebswirtschaftliche Beiträge. Band 5). Betriebswirtschaftlicher Verlag Gabler, Wiesbaden 1963, DNB 454687559.
- Max Kruk, Erich Potthoff, Günter Sieben. Unter Mitarbeit von Harald Lutz: Eugen Schmalenbach. Der Mann - Sein Werk - Die Wirkung. Hrsg.: Walter Cordes im Auftrag der Schmalenbach-Stiftung. Fachverlag für Wirtschafts- und Steuerrecht Schäffer, Stuttgart 1984, ISBN 3-8202-0295-1.
- Günter Sieben, Thomas Schildbach: Betriebswirtschaftliche Entscheidungstheorie (= wisu-Texte). 4., durchgesehene Auflage. Werner-Verlag, Düsseldorf 1994, ISBN 3-8041-3172-7.
- Josef Kloock, Günter Sieben, Thomas Schildbach: Kosten- und Leistungsrechnung (= wisu-Texte). 8., aktualisierte und erweiterte Auflage. Werner-Verlag, Düsseldorf 1999, ISBN 3-8041-4921-9.
- Günter Sieben, Martin Litsch (Hrsg.): Krankenhausbetriebsvergleich. Ein Instrument auf dem Weg zu leistungsorientierten Preisen im Krankenhausmarkt. Mit 35 Tabellen. Springer, Berlin/Heidelberg 2000, ISBN 3-540-67178-1.